# Perpetum Energy
Perpetum Energy est une société belge basée à Gand, dans la commune fusionnée de Saint-Denis-Westrem, et spécialisée dans le développement de centrales solaires photovoltaïques et de parcs éoliens. On lui doit notamment le parking photovoltaïque de Pairi Daiza, ou la centrale solaire photovoltaïque de Tertre.
Des projets sont en cours comme à Hensies ou à Naast.